# Alyssomyia limariensis
Alyssomyia limariensis là một loài ruồi trong họ Asilidae. Alyssomyia limariensis được Artigas & Parra miêu tả năm 2006. Loài này phân bố ở vùng Tân nhiệt đới.